# 西村綾加
西村 綾加（にしむら あやか、1989年5月10日 - ）は、日本のフィールドホッケー選手。

## 経歴
滋賀県米原市出身。米原市立伊吹山中学校、滋賀県立伊吹高等学校を経て、天理大学を卒業する。
コカ・コーラウエストレッドスパークスへ加入し、ホッケー女子日本代表として、2016年リオデジャネイロオリンピックに出場した。